# Petru Codrea
Petru Codrea (n. 8 iunie 1934, Giulești, județul Maramureș, Regatul României – d. 7 iunie 2010, Iași, România) a fost un jurnalist, profesor, scriitor și consultant media român. A fost distins cu “Ordinul Ziariștilor” clasa I de aur, membru al Uniunii Ziariștilor Profesioniști din România.

## Biografie

### Anii de școală
Cele patru clase primare le parcurge în limba maghiară, cea dintâi de liceu, acasă împreună cu fiii preotului Huban sub îndrumarea d-nei preotese. Următoarele două la Sighet. În anul 1948, urmare a noii legi a învățământului, se înscrie la prestigiosul liceu "Dragoș Vodă", pe care îl va absolvi în 1952. Formarea sa culturală din perioada liceului se datorează eminenților profesori Constanța și Mihai Tomoiagă în casa cărora a locuit împreună cu filosoful Radu Tomoiagă autor al primului dicționar filosofic după război. La liceu au predat diferite științe, o generație de profesori cu doctorate în străinătate, d-na și d-nul Ivasiuc, d-nul Tanco, d-șoarele Berinde și Chindriș care au alimentat Maramureșul cu viitoare personalități. În liceu s-a bucurat de prietenia lui Leonida Neamțu, Alexandru Ivasiuc, Alexandru Berinde s.a. De asemenea, evidenția colegii care au avut un drum frumos: prof. univ. dr. Ion Druță - Iași, dr. Vasile Godja - Bacău, dr. Anton Wirtz - Sighet, dr. Bubita Barabas, ing. Ion Buciuta, Edith Halasz etc.
În 1952 situația politică și socială a părinților a devenit de nesuportat, ei fiind trecuți la categoria socială chiaburi, fiindcă în 1944-1946 au avut un cazan de fiert țuică. Cum la facultate nu mă puteam înscrie, am auzit că la Vatra Dornei s-a deschis o uzină sovietică, de reparat tractoare și care caută absolvenți de liceu cu oarecare cunoștinte tehnice. Eu urmasem la liceu sub îndrumarea lui Ilnițchi Felician, un curs teoretic de planorism și apoi la Iad – Bistrița planorismul, obținând "C" de argint, la Ghimbav - Brașov (1952), parașutismul și zborul cu motor. În 22 august 1962 figuram printre ucenicii de la stungărie, maistru Ion Cotoran. Învățând cu temeinicie strungăria, în 6 luni am ajuns șeful cursului și inspector de protecția muncii. La Vatra Dornei am frecventat cu regularitate ședințele "Cenaclului Ion Luca" unde maestrul retras își continua opera.
În 1955 îl găsim strungar la Institutul Politehnic din Iași, catedra de mașini unelte a prof. univ. dr. Gh. Casler și corespondent regional al ziarului “Sportul Popular”. Colaborând la ziarul “Flacăra Iașului”, a devenit și corespondent al ziarului “Neuer Weg”, “Pentru Patrie”, “Vânătorul și pescarul sportiv".
“Aripile Patriei” (asta spre aducere aminte a lecțiilor de zbor de la Iad, Ghimbav și Sânpetru) de la Iași era o excelentă școală de zbor fără motor care a format multe generații de piloți.

### Facultatea de filozofie
În 1957 Petre Codrea se înscrie la Facultatea de istorie-filosofie a Universității Al. I. Cuza din Iași, unde are o prodigioasă activitate științifică în cercurile studențești, obținând 3 ani consecutiv locul I pe țară la sesiunile anuale și repartiție la catedra Universității din Iași.
Cu sprijinul artistei emerite Mărioara Davidoglu - fosta elevă a maestrului Mihai Codreanu – obține postul de secretar particular al acestuia, având prilejul să cunoască mai bine lumea literară a Iașului: George Lesnea, Otilia Cazimir, Mihail Sadoveanu, Nicolae Țațomir etc. A abandonat repartiția pentru un post de reporter la Radio București. Din 1963 până în anul 2000 slujește Radioteleviziunea Română.
Și-a început ucenicia la redacția de actualități a Radioului - director Vasile Poalelungi, realizând emisiuni sociale cu sfaturi populare, un carnet de reporter săptămânal, mai multe cicluri de emisiuni pentru marinari.

### Activitatea la radio
În Radioteleviziunea Română se simțea nevoia unei redacții de tipărituri “scenarii însoțitoare” emisiunilor ce erau trimise la concursuri internaționale, la schimb de informații, astfel că Dinu Săraru va fi numit la conducerea acestui Oficiu, iar subsemnatul secretar general. A fost perioada noastră productivă, având în vedere “Cerbul de Aur” ce urma să se organizeze între anii 1968-1971. Pentru acesta s-au tipărit afișe, programe de sală, bilete, caiete și cărți cu biografii ale concurenților și vedetelor, multe alte materiale de propagandă pentru conferințele de presă. După promovarea lui Dinu Săraru redactor șef adjunct la emisiunile culturale ale TVR, a venit la conducerea Oficiului prof.dr.Victor Crăciun care a inițiat tipărirea de cărți pentru perfecționarea profesională și valorificarea bogăției arhivistice și filmologice din instituție. Astfel după ce am scris împreună cu Victor Craciun “Gânduri închinate lui Enescu” și tipărit-o la Botoșani cu sprijinul Comitetului de cultură în 1972, am trecut la realizarea primului volum de Teatru radiofonic, având în vedere istoria și cele peste 3000 de piese de teatru existente la aceea vreme în fonoteca de aur. Volumul 1 de Teatru radiofonic, o lucrare masivă de 1000 de pagini încorporează cele peste 3000 de piese, scenarii, teatru scurt și serial, istoria de 40 de ani, dar mai ales amintirile pionierilor acestui gen radiofonic. Ca un fapt de viață, Volumul 2 a fost scos de redacția Teatru în 2005.
Pentru “Cerbul de aur” am scos două cărți ediția a II-a, (1970-1971) cu completări, retușuri, declarații ale membrilor juriului. Editate de Oficiul de presă și tipărituri, cărțile au atins un tiraj de 200.000 ex.
Pentru ridicarea nivelului profesional am editat 2 reviste de uz intern - una de traduceri cu frecvență lunară, alta cu materiale interne de experiență personală. Până în 1974 am scos pe hârtie de biblie gazeta “Studioul de poezie” material informativ al spectacolului din Studioul de concerte. Zeci de cronici au onorat această unică publicație în 24 de pagini cu difuzare gratuită.
În 1974 am trecut la Direcția programe tv unde, sub conducerea lui Tudor Vornicu, Romeo Brădeanu și prof.dr.Victor Crăciun, am început o muncă de modernizare și diversificare a programelor tv, de dotare cu o nouă tehnică de înregistrare pe bandă de 2 țoli. Este și anul în care, intrând la doctorat, a trebuit să depun eforturi de pregătire și colaborare cu o serie de politologi: prof. univ. dr. Ion Babici, Traian Caraciuc, Ilie Seftiuc. Pentru a îndeplini toate condițiile doctorandului, conducătorul prof. univ. dr. Traian Caraciuc m-a antrenat în realizarea lucrării colective: “Probleme internaționale” tiraj 500.000 ex, tipărită la Editura Politică 1980 (688 pag). O altă carte de succes la care am colaborat și s-a bucurat de succes si de atenția opiniei publice a fost “Partide și organizații din țările lumii”, Editura Politică 1983. Am fost fericit să lucrez într-un larg colectiv de eminenți politologi, pentru a pune la dispoziția cititorilor o primă sinteză asupra configurației politice a țărilor lumii. Un alt succes editorial am înregistrat cu enciclopedia “România” 1984, realizată de prof. univ. dr. Ion Bulei, la care am contribuit cu masivul capitol “Evoluția radioului și televiziunii”. Alături de această colaborare care mă onorează a fost publicarea unui studiu în mai multe numere ale revistei UER (editată de forul european de radio 1984-1986) intitulat “Funcțiile și disfuncțiile radioului”, o vastă analiză de programe din peste 25 țări europene, prin evidențierea funcției ori disfuncției chiar în conținutul unui program.
Două sarcini majore au stat permanent în atenția mea la Direcția programe: vizionarea în țară sau străinătate a celor mai bune producții cinematografice și realizarea unor documentare cu problematica socială. Dacă prima problemă se rezolva mai simplu prin gale speciale cu producțiile recente, festivaluri ale filmului, cealtă implica deplasări, tehnică de înregistrare, montaj, ilustrare, de un real succes bucurând-se documentarele de lung metraj care au participat și la concursuri internaționale: “Cu pluta de balsa pe Amazon” 1984, ”Printre pescarii din Tahiti” 1985, ”Damasc, o lume în altă lume” 1986, ”Valea Goreme” (Anatolia)1988 și multe alte producții mai mici.
Din anul 1972 și până în prezent am avut și o bogată activitate didactică. Ea a început cu o școală de ziaristică cu scoatere din producție (6 luni), la absolvire fiind reținut lector de teoria și practica presei. La desființarea școlii am fost transferat la Cabinetul municipal, la catedra de conducere științifică a societății, în calitate de conferențiar, activitate încheiată în 1989.
În ianuarie 1990 prin reorganizarea Radioului, conducerea mi-a încredințat sarcina de a coordona Redacția de publicitate în cadrul Direcției Relații cu publicul condusă de Dan Ursuleanu. Emisiunile, schemele de difuzare și circuitul documentelor sunt în vigoare și în prezent. Pe baza succeselor economice din radio, scriitorul Ștefan Dimitriu mi-a propus funcția de secretar general al Direcției de logistică și memorie din Televiziunea Română. Preluând logistica revistei “Panoramic Radio-Tv” am schimbat imediat formatul și tiparul, transformând, împreună cu directorul, revista, în una color inteligent paginată și cu o ilustrație de secol XX. Astfel am reușit să impunem o publicație din ce în ce mai interesantă, aducând doi redactori șefi adjuncți de înaltă clasă Doru Ionescu și Costin Diaconescu (azi director de holding de presă cu o dinamică extraordinară a publicațiilor).
Importanta preocupare a conducerii Direcției de logistică a fost salvarea patrimoniului arhivistic: peste 5 milioane de filme, emisiuni, subiecte filmate, piese de teatru, seriale, revelioane, etc, supuse degrădării (de catre o ciupercă necunoscută), a spațiilor necorespunzătoare, lipsei de întreținere a filmelor. Soluția: angajarea de specialiști, apeluri la experiența vecinilor, pregătirea oamenilor noștri în Anglia (ing. Ștefan Machedon), înscierea în Asociația Arhivelor de Televiziune, participarea la întâlnirile anuale și realizarea de emisiuni din materialul depozitat pentru a-i cunoaște starea de arhivare, dar mai ales fișarea întregii arhive și crearea unei Societăți pentru valorificarea imensei bogății existente aici. Urmare a tuturor măsurilor, anual am participat la întrunirile Asociației, iar Ștefan Dimitriu a obținut marele premiu pentru emisiunea de arhivă “Revoluția română în direct”.
Direcția noastră a realizat cu sprijinul colectivului de la Documentare, cărțile: “TVR 40” autor A. Orban, “Premiile TVR 40” (acordate producțiilor participante la concursuri peste hotare) autor Tamara Pașca.
Pentru activitatea publicistică am primit “Ordinul Ziariștilor” clasa I de aur, mai multe Diplome de excelență de la Uniunea Ziariștilor Profesioniști, contribuind la crearea ei, la Brașov 1990 și în conducerea căreia am activat mulți ani. Acestora li se adaugă alte diploma (Congresele sateliților), medalii și ordine ale țării.
După încetarea activității în TVR (2000), am continuat să elaborez grile de program la diferite posturi de radio și tv, ca și emisiunile pilot ale acestora. La rugămintea prietenilor Ion Țugui și Adrian Păunescu am sprijinit Dornacom să deschidă la 1 septembrie 2003 postul Radio Dorna, al cărui director am fost. Întotdeauna îmi voi aminti de bunii prieteni de la RadioRomania Actualități: Paul Grigoriu și Marian Megan care în acele clipe unice au fost alături de mine. Pentru prima oară, un post tânăr participa la concursul de decernare a premiilor Clubului Român de Presă pe 2004, obține o nominalizare (Petre Codrea), participând cu 9 emisiuni. RadioDorna a obținut și “Ordinul ziariștilor”clasa a 3-a bronz.
În anul 2004 în baza activității literare și publicistice, Asociația Scriitorilor și Artiștilor din Țara Dornelor, îl primește ca membru activ.
După încetarea activității la Radio Dorna, conducerea Grupului de presă Cvintet Terra SRL din Vaslui îl angajează director coordonator. Pentru activitatea de la Vaslui i se acordă titlul de cetățean de onoare."
(din autobiografie)

## Lucrari publicate
- Cerbul de Aur '71 (Petre Codrea; Victor Crăciun), 1971 Cerbul de Aur '71
- Ganduri inchinate lui Enescu (autori: Petru Codrea; Victor Crăciun), Botoșani 1972  Gânduri închinate lui Enescu Arhivat în 17 octombrie 2007, la Wayback Machine.
- Teatrul radiofonic vol. I
- Probleme internaționale, Editura Politică, 1983
- capitolul "Evoluția radioului și televiziunii" în enciclopedia "România" 1984, realizată de prof.univ.dr. Ion Bulei
- studiul “Funcțiile și disfuncțiile radioului”, o vastă analiză de programe din peste 25 țări europene, prin evidențierea funcției ori disfuncției chiar în conținutul unui program - în mai multe numere ale revistei UER (editată de forul european de radio 1984-1986)

## Premii si distinctii
- “Ordinul Ziariștilor” clasa I de aur
- nominalizare la Premiile Clubului Roman de Presă, 2004